# Цанъюань-Ваский автономный уезд
Цанъюань-Ваский автономный уезд (кит. упр. 沧源佤族自治县, пиньинь Cāngyuán Wǎzú zìzhìxiàn) — автономный уезд городского округа Линьцан провинции Юньнань (КНР).

## История
В 1937 году из уезда Ланьцан была выделена Цанъюаньская временная управа (沧源设治局), перешедшая в прямое подчинение властям провинции.
После вхождения провинции Юньнань в состав КНР в 1950 году был образован Специальный район Пуэр (宁洱专区), и эти места вошли в его состав. 
Постановлением Госсовета КНР от 21 ноября 1952 года из Цанъюаньской временной управы был создан уезд Цанъюань (沧源县).
Постановлением Госсовета КНР от 25 ноября 1952 года был образован Специальный район Мяньнин (缅宁专区), и уезд перешёл в его состав.
Постановлением Госсовета КНР от 30 июня 1954 года Специальный район Мяньнин был переименован в Специальный район Линьцан (临沧专区)
Постановлением Госсовета КНР от 24 сентября 1958 года уезд Цанъюань был преобразован в Цанъюань-Каваский автономный уезд (沧源佧佤族自治县).
Постановлением Госсовета КНР от 13 сентября 1963 года Цанъюань-Каваский автономный уезд был переименован в Цанъюань-Ваский автономный уезд.
В 1970 году Специальный район Линьцан был переименован в Округ Линьцан (临沧地区).
В 2003 году округ Линьцан был преобразован в городской округ.

## Административное деление
Автономный уезд делится на 4 посёлка, 5 волостей и 1 национальную волость.